# Peter Heinrich (Psychologe)
Peter Heinrich (* 1941 in Königsfeld im Schwarzwald) ist pensionierter Professor für Psychologie an der ehemaligen Fachhochschule für Verwaltung und Rechtspflege Berlin (jetzt Hochschule für Wirtschaft und Recht Berlin), deren Rektor er von 1999 bis 2007 war. Sein Fachgebiet ist die Sozialpsychologie mit den Schwerpunkten Organisations- und Verwaltungspsychologie, Bürokratische Sozialisation, Personalmanagement und Sprache (Verwaltungssprache).

## Akademischer und beruflicher Werdegang
Nach dem Besuch des Zinzendorf-Gymnasiums (humanistischer Zweig) in Königsfeld absolvierte Peter Heinrich von 1960 bis 1966 ein Studium, zunächst der Rechtswissenschaft, dann der Psychologie in Heidelberg, Wien und Berlin, das er 1966 mit dem Diplom in Psychologie abschloss. Daraufhin trat er in der Zeit von 1967 bis 1974 eine Assistentenstelle am Institut für Psychologie der TU Berlin an, wo er 1972 die Promotion zum Dr. phil. im Bereich Sozialpsychologie erhielt. 
Seit 1974 war Peter Heinrich Professor für Sozialpsychologie am FB 1 der FHVR Berlin (jetzt HWR Berlin) und wurde zunächst von 1985 bis 1986 zum Prodekan und anschließend bis 1995 zum Dekan des Fachbereichs gewählt. Von 1999 bis 2007 leitete er die FHVR Berlin als deren Rektor. 

## Wissenschaftliche Publikationen (Auswahl)
- Horst Bosetzky; Peter Heinrich und Jochen Schulz zur Wiesch: Mensch und Organisation. Aspekte bürokratischer Sozialisation. Eine praxisorientierte Einführung in die Soziologie und Sozialpsychologie der Verwaltung. Deutscher Gemeindeverlag, Köln 1980, 6. Auflage 2002
- Peter Heinrich und Jochen Schulz zur Wiesch (Hrsg.): Wörterbuch der Mikropolitik (Festschrift für Horst Bosetzky). Leske & Budrich, Leverkusen 1998
- Peter Heinrich: Sprache als Instrument des Verwaltungshandelns. Eine Einführung in die Sprachwissenschaft für Angehörige der öffentlichen Verwaltung. Hitit, Berlin 1994 (Reihe Verwaltung, Recht und Gesellschaft Bd. 5)
- Peter Heinrich: Zur Sozialpsychologie der Geschlechtspräferenzen. Hain, Meisenheim 1974

Weitere Veröffentlichungen zur Verwaltungspsychologie, hauptsächlich zu den Themengebieten Bürokratische Sozialisation, Organisation und Kommunikation, Ausbildung für den öffentlichen Dienst, Sprache und Verwaltungssprache, Personalmanagement, Bürokultur und Mikropolitik

## Sonstiges
- ky & Co: Die Klette. Rowohlt 1984
- Peter Heinrich: Die Klette. Hörspiel SWR 1986